# 王處存
王處存（831年—895年），京兆府万年县（今陕西省西安市）人，唐朝名將。

## 生平
出生於世家，其父王宗，曾任檢校司空、領山南西道節度使，又善於經營，富甲一方。王處存以父蔭任右軍鎮使，後升為驍衛將軍、左軍巡使。乾符六年十月，出任檢校刑部尚書、義武節度使。黄巢攻陷長安，唐僖宗出逃至四川，王處存得知長安失守，號哭累日，立即前往保護，並趁夜率領精銳士兵五千人攻入長安，黃巢見情勢不利，乘夜遁去，出城不遠，由於天色太暗，就地安营扎寨。王處存入長安後，貪功冒進，连夜疯狂地去抢战利品，軍紀大壞。黃巢得知唐军正在城中大肆劫掠，第二天早上，黃巢率軍進城，展開巷戰，唐軍被杀者十之八九，唐京城四面诸军行营副都统程宗楚、行军司马唐弘夫战死，只有王处存僥倖逃出，處存痛哭數日。
景福元年（892年）王處存聯合李克用軍隊攻打成德節度使王鎔，雙方在鎮州九門縣的新市激戰，李克用、王處存被打敗，唐昭宗下詔勸解。乾寧二年九月（895年）卒。贈太子太師，諡曰忠肅。子副大使王郜继立。另有子大同军防御使、检校司空王邺。

## 延伸阅读
[在维基数据编辑]
 《舊唐書/卷182》，出自刘昫《舊唐書》
 《新唐書·卷186》，出自《新唐書》